# ۷۸۳ (خورشیدی)
۷۸۳ هفتصد و هشتاد و سومین سال هجری خورشیدی است.